# سلالة كالاتشوري من تريبوري
الكاراتشولي من تريبوري (بالأبجدية العالمية للترجمة السنسكريتية: Karculi)، المعروفون أيضًا باسم الكاراتشولي من تشيدي، حكموا أجزاء من وسط الهند منذ القرن السابع حتى القرن الثالث عشر. وشملت أراضيهم الأساسية منطقة تشيدي التاريخية (المعروفة أيضًا باسم داهالا - ماندالا)، وكانت عاصمتهم تقع في تريبوري (تيوار الحالية بالقرب من جبلبور، ماديا براديش).
إن أصل السلالة غير معروف، على الرغم من أن أحد النظريات تربطهم بالكاراتشولي إيز من ماهيشماتي. وبحلول القرن العاشر، كان الكاراتشولي من تريبوري قد عززوا سلطتهم من خلال غزو المناطق المجاورة وخوض الحروب ضد أسرة غورجارا - براتيهارا، وتشانديلا، وبارامارا. وكان لديهم أيضا ارتباطات عبر الزواج مع أسرة راشتراكوتا وأسرة تشالوكيا من كالياني.
في ثلاثينيات القرن الحادي عشر، حصل ملك كاراتشولي غانغياديفا على ألقاب إمبراطورية بعد تحقيق نجاحات عسكرية على حدوده الشرقية والشمالية. ووصلت المملكة إلى ذروتها في عهد ابنه لاكشميكرنا، الذي حصل على لقب شاكرافارتي (لقب إمبراطوري سنسكريتي) بعد الحملات العسكرية ضد العديد من الممالك المجاورة. وقد سيطر على جزء من مملكتي بارامارا وتشانديلا لفترة وجيزة.
تراجعت السلالة تدريجيًا بعد عهد لاكشميكرنا، الذي فقد خلفاؤه السيطرة على أراضيهم الشمالية لصالح أسرة غهاديفالا. حكم تريلوكيامالا، آخر حاكم معروف للسلالة، حتى عام 1212 م على الأقل، ولكن ليس من المؤكد كيف ومتى انتهى عهده. في النصف الأخير من القرن الثالث عشر، أصبحت أراضي كاراتشولي السابقة تحت سيطرة أسرتي بارامارا وتشانديلا، وفي النهاية تحت حكم سلطنة دلهي.

## أصولهم
تشير نقوش سلالة كاراتشولي، مثل نقش غياراسبور للأمير فاليكا (ابن كوكالا الأول)، إلى أن أصل السلالة يعود إلى كارتافيريا أرجونا، ملك هيهيا الأسطوري الذي بدأ حكمه من مدينة ماهشماتي وفق قصيدة بريثفيراجا فيجايا من القرن الثاني عشر، تنحدر السلالة من كارتافيريا من خلال ساهاسيكا («الشجاع»)، الذي كان السلف من ناحية الأم لبطل قصيدة بريثفيراجا الثالث. وتتبع القصيدة أصول كارتافيريا الأسطورية إلى الإله تشاندرا (إله القمر) وابنه بوذا (إله عطارد «ميركوري»).
ربط المؤرخ فّي. فّي. ميراشي بين أسرة كالاتشوري في تريبوري وبين سلالة كالاتشوري المبكرة من ماهشماتي، الذين حكموا في وسط غرب الهند. وافترض ميراشي أن الكالاتشوريين الأوائل نقلت عاصمتهم من ماهيشماتي إلى كالانجارا في نهاية القرن السابع، وانتقلت أخيرًا إلى تريبوري. ومع ذلك، لا يوجد دليل ملموس يثبت بشكل قاطع أن السلالتين كانتا مرتبطين بالقرابة.

## التاريخ
لا يُعرف الكثير عن الحكام الأوائل للسلالة، الذين وجدت إشارات إليهم في الأنساب على النقوش. واكتشفت أقدم النقوش الموجودة من السلالة في شهوتي ديوري وساغر. تعود هذه النقوش إلى عهد شنكاراجانا الأول، وقد يعود تاريخها إلى القرن الثامن الميلادي.

### إقطاعيات أز راداتراكوتا وبراتيهارا
تغنى نقش كاريتالاي لاكشماناراجا الأول (825-850 م) بملك راشتراكوتا (الذي فقد اسمه)، ويذكر هزيمة ناجابهاتا (من المفترض أن يكون ملك غورجارا براتيهارا ناجاباتا الثاني). وهذا يشير إلى أنه خلال هذا الوقت، كان الكالاتشوري تابعين لجيرانهم الجنوبيين - أباطرة راشتراكوتا، وحاربوا ضد جيرانهم الشماليين - أباطرة براتيهارا. وكان لديهم صلات زوجية عديدة مع راشتراكوتا. ومع ذلك، في عهد ابن لاكشماناراجا أو حفيده كوكالا الأول (حكم نحو 850-890 م)، قاموا بتقديم ولائهم لبراتيهارا.
يبدو أن كوكالا الأول كان أول حاكم قوي للسلالة، حيث وجدت إشارات منتظمة في الأنساب لحكام كالاتشوري اللاحقين. وفقًا لنقوش راتنابورا كالاتشوري، كان لديه 18 ابنًا، خلفه أكبرهم سنًا على العرش، في حين أصبح الآخرون حكامًا للمقاطعات. ربما لا يجب أخذ الرقم 18 حرفيًا في هذا السياق، فقد كان يعتبر رقمًا مباركًا، وفي هذا السياق، ربما استُخدم للإشارة إلى أن كوكالا كان لديه العديد من الأبناء. ومن المفترض أن الابن الأكبر له كان شانكاراجانا الثاني، الذي يقول العلماء الحديثون إنه الشخص المذكور بأسماء «براسيدا - دافالا»، و«موغدها – تونغا»، و«رانا – فيغراها» في مصادر مختلفة. ومن بين الأبناء الآخرين، أصبح أمير لم يذكر اسمه سلف فرع راتنابورا. ومن بين أبناء كوكالا الأول الآخرين أرجونا، المذكور في نقوش راشتراكوتا؛ وابنه فاليكا أو فالّافاتي، والمعروف بنقشه غياراسبور.
يذكر نقش فاليكا أنه كان ابن الملكة ناتا، والتي يمكن أن تكون أميرة تشانديلا «ناتا» المذكورة كزوجة كوكالا في نقش فاراناسي للحاكم الأخير كارنا. ويظهر أن فاليكا آخر (أو واحد من آخر) حكام كالاتشوري للمنطقة المحيطة بغياراسبور، والتي أصبحت في ما بعد جزءًا من أراضي تشانديلا. يذكر النقش أن فاليكا خدم الملك بهوجا، الذي وصف بأنه حاكم الأرض، ويذكر أن فاليكا هزم العديد من الملوك الآخرين أثناء خدمة بهوجا. ويمكن أن يكون الملك بهوجا هو غورجارا- براتيهارا إمبراطور ميهيرا بهوجا، الذي ورد ذكره أيضًا في نقوش كالاتشوري الأخرى. وتشمل هذه النقوش الأخرى نقش بلهاري، الذي يصف بهوجا بأنه «أعمدة المجد» التي أقامها كوكالا الأول؛ ونقش فاراناسي، الذي يصف بهوجا بأنه تحت حماية كوكالا. دفعت الأوصاف الواردة في هذين النقشين العلماء الأوائل إلى الاعتقاد بأن بهوجا كان خاضعًا لكوكالا، لكن نقش فاليكا يشير إلى أن الكالاتشوري كانوا تابعين لبهوجا إمبراطور براتيهارا.
استنادًا إلى نقش فاليكا، افترض اختصاصي الكتابات الأثرية أو النقوش ريتشارد سالومون أن كوكالا الأول كان تابعًا لبهوجا، ولعب دورًا مهمًا في توسيع الحدود الجنوبية الشرقية لإمبراطورية براتيهارا. وقد يكون خضوعه لبهوجا اسميًا، ويبدو أنه وضع الأساس لإمبراطورية كالاتشوري من خلال توسيع مجال نفوذه الخاص في الجزء الجنوبي من إمبراطورية براتيهارا. وتبالغ النقوش الكالاتشورية اللاحقة إلى حد كبير في تمجيد كوكالا، وتستخدم صياغة تقلل من شأن التبعية للكالاتشوريين.

### الحكام الأوائل
بعد تراجع إمبراطوريتي راشتراكوتا وبراتيهارا، حاز الكالاتشوريون على الاستقلال، غالبًا في عهد يوفاراجا – ديفا (915 – 945 ميلادي).
اعتلى شانكاراجانا الثالث العرش الكالاتشوري نحو عام 970 ميلادي، وتبنى سياسة توسع عدوانية. هزم ملك غوراجا براتيهارا المعاصر له، الذي كان على الأرجح فيجايابالا. وربما توفي في معركة ضد التشانديلا. وقد خلف شانكاراجانا شقيقه الأصغر يوفاراجاديفا الثاني، الذي أقام صلات زوجية مع تايلابا الثاني حاكم كالياني تشالوكيا. غزا مونجا ملك بارامارا - الذي كان عدوًا لتايلابا - مملكة كالاتشوري وداهم عاصمتهم تريبوري. بعد وفاة يوفاراجاديفا الثاني، نصّب الوزراء ابنه كوكالا الثاني على العرش.
وفقًا لنقش غورغي لكوكالا، كان هناك ثلاثة ملوك مجاورون يخافونه: ملك غورجارا (ربما راجيابالا حاكم غورجارا براتيهارا الضعيف)، وملك غاودا (ماهي بالا حاكم بالا)، وملك كونتالا (فيكراماديتيا الخامس ملك كالياني تشالوكيا). وتشير هذه الادعاءات إلى أن كوكالا غزا أراضي هؤلاء الملوك.
اعتلى غانغياديفا، نجل وخليفة كوكالا الثاني، العرش نحو عام 1015 ميلادي. خلال الجزء الأول من فترة حكمه، خدم كتابع لملك آخر، ربما لبهوجا ملك بارامارا. خاض حربًا ضد التشالوكيين من كالياني، ربما كتابع لبهوجا. ودخل التحالف الثلاثي بين بهوجا وغانغياديفا وراجيندرا تشولا في حرب ضد ملك تشالوكيا جاياسيمها الثاني على جبهات متعددة. تدعي كل من النقوش الكالاتشورية والتشالوكية النصر في هذه الحرب: يبدو أن غانغياديفا وحلفاءه قد تراجعوا بعد تحقيق بعض النجاحات الأولية.
هزم بهوجا غانغياديفا في الحرب، ولكن هناك بعض عدم اليقين بشأن التسلسل الزمني الدقيق. وفقًا لإحدى النظريات، فقد هزم بهوجا غانغياديفا قبل الحملة المناهضة لتشالوكيا، التي قاتل فيها غانغياديفا كتابع لبارامارا. وتقول نظرية أخرى إن الطرفين تحولا إلى عدوين بعد حملتهما ضد التشالوكيين.